# 黑體深海鮭
黑體深海鮭（学名：Bathylagus niger）為輻鰭魚綱水珍魚目小口兔鮭科的其中一種，為深海魚類，分布於南冰洋的斯科舍海海域，棲息深度200-1560公尺，體長可達14.1公分，棲息在中層水域，生活習性不明。
其种加词“niger”意为“黑色的”。